# Bipschal
Der Weiler Bipschal (französisch Bévesier) ist ein Ortsteil der Gemeinde Ligerz im Schweizer Kanton Bern. Die geschlossene Zeile von Rebbauernhäusern des «winzigen» Orts am Bielersee gehört zu den schützenswerten Ortsbildern von nationaler Bedeutung (verzeichnet im Bundesinventar ISOS). Sie ist die «einzige historische Baugruppe der Region mit direktem Seeanstoss».

## Geographie
Der Ort liegt auf 433 m ü. M., etwa 600 Meter nordöstlich von Ligerz und 1000 Meter südwestlich von Twann am Ufer des Sees. Der Uferstreifen mit Gärten und zwei alten Ländten gilt als «intakt». Hinter dem Ort und den Verkehrswegen erhebt sich über anstehendem Fels ein steiler terrassierter Rebberg. Etwa fünfzig Meter über dem Ort verläuft ein alter Pilgerweg. Auf 590 m ü. M. liegt der Weiler Schernelz mit schützenswertem Ortsbild von regionaler Bedeutung. Benachbarte Ortschaften sind noch die Brunnmühle sowie Kleintwann im Nordosten. Die Landschaft gehört zum «Linken Bielerseeufer» im Bundesinventar der Landschaften und Naturdenkmäler von nationaler Bedeutung.
Das Ufer des Sees fällt hier steil ab. Bipschal wurde auf einem kleinen, unstabilen Delta über hartem Untergrund erbaut. Durch häufige Felsrutsche und Hochwasser rutschten bis 1874 Häuser in den See ab. Die Juragewässerkorrektion liess den Seespiegel um 2,20 Meter absinken und beendete die Hochwassergefahr.

## Geschichte
Der in vielen Formen überlieferte Ortsname ist ungedeutet. Bipschal gehörte mit Ligerz, Kleintwann und Schernelz zum Gericht Ligerz. Seine Rebberge wurden 1311 erstmals urkundlich erwähnt. Mit jeweils einem Rebgut waren im Mittelalter das Kloster St. Johannsen und das Spital von Bern begütert. Der Ort, vor den Uferabstürzen nach einigen Quellen ein Dorf, wurde durch das «Rebzehnthaus» des Gerichts geprägt. Es war auch Schaffnerei und Herbstwohnung des Ohmgeldschreibers. Zehntschaffner war 1782 Alexander Burkhardt, der das Wattenwylhaus in Ligerz bewohnte. Die Rebgüterverwaltung kam nach 1798 an die Stadt Bern.
Das Zehnthaus verlor durch den Bau der Seestrasse 1835/1838 seinen Flaschenkeller, den Bouteiller. Im Jahr 1846 wurde der Rebzehnt generell abgelöst und 1858 die Schaffnerei aufgehoben. Im Westen wurde 1859 das grosse Trüel- und Scheunengebäude wegen des Bahnbaus abgebrochen. Mitte September 1874 gingen ein grösseres Haus, die dritte Ländte und ein umfangreicher Teil der Bürinen im Osten des Orts in den See ab.
In der Zeit nach dem Ersten Weltkrieg wurde der Ort nach Westen durch drei Bauten im Heimatstil erweitert. Fritz Brechbühler entwarf 1924/1925 die Villa «Le Vigneul» für den Bieler Pianofabrikanten Ernst Burger-Balsiger. Später folgten weitere Wohnhäuser. Die Gasse vor der Hauszeile wurde 1984 neu gepflästert.
Der Uferstreifen im Osten des Orts blieb unverbaut. Einzige Ausnahme ist der Kantonale Fischereistützpunkt in etwa 150 Meter Entfernung. Bauten und Bootshaus der ehemaligen Kantonalen Fischzuchtanstalt wurden 1947/1948 von Werner Schindler (Bipschal 25) und 1956 von Adolf Lori (Bipschal 29) geplant. Ein Erweiterungsbau folgte 1990, Sanierungen wurden 1990 und 2023 vorgenommen.

## Bauwerke
Die geschlossene Zeile der Rebbauernhäuser geht im Kern bis ins Spätmittelalter zurück. Sie wurden wiederholt umorganisiert und erweitert. Einige der Kellerbogen sind mit den Jahreszahlen 1617 und 1647 datiert. Zum Komplex des Rebzehnthauses von 1366 gehörten auch die beiden anschliessenden Häuser (Bipschal 1–3). Nach dem Abbruch des westlichen Teils wurde es «modern» fassadiert. Vier Ehrenscheiben von 1719 werden vom Bernischen Historischen Museum bewahrt (Inventar-Nummern 403–406).
Der öffentliche Brunnen erhielt 1937 eine grosse Kunststein-Ausgussmaske von Karl Hänny. Die beiden Ländten sind ummauert und fallen seit der Seesenkung steil ab. Im Rebberg oberhalb der Strasse steht ein altes Wohnhaus, das 1993 um- und angebaut wurde.
Dominierender Einzelbau des Ortes ist heute die freistehende Heimatstilvilla «Le Vigneul». Flankiert wird sie von zwei hohen, von weither sichtbaren Pappeln.

## Verkehr
Die Seestrasse und die Bahnstrecke Lausanne–Biel/Bienne führen am Ort vorbei. Bahnhöfe befinden sich in Ligerz und Twann. Zwischen Ligerz und Kleintwann wurde 2014 am Seeufer der «Fischweg» als Lehrpfad angelegt. Steile Pfade führen zum Pilgerweg hinauf. Der Ort hat zwei kleine Schiffsländten, die grössere liegt zentral, die «Bipschalländte West» westlich der Heimatstilvilla.

## Persönlichkeiten
- Karl Hänny (1879–1972), Bildhauer, Kunstmaler, Medailleur und Grafiker; wohnte und starb in Bipschal.